# Phaolô Nguyễn Văn Hòa
Phaolô Nguyễn Văn Hòa (1931 – 2017) là một Giám mục người Việt của Giáo hội Công giáo Rôma, đồng thời là một nhạc sĩ nhạc Công giáo. Ông từng giữ các vị trí giám mục chính tòa Giáo phận Phan Thiết và Giáo phận Nha Trang từ năm 1975 đến năm 2009. Trong Hội đồng Giám mục Việt Nam, ông từng đảm trách vai trò Phó chủ tịch Hội đồng các khóa VI và VII (1995 – 2001) và Chủ tịch Hội đồng trong các khóa VIII và IX (2001 – 2007). Khẩu hiệu giám mục của ông là: "Trong Tinh thần và Chân lý".
Nguyễn Văn Hòa sinh tại Hà Nam, từ nhỏ đã đi theo con đường tu trì. Năm 1954, ông di cư vào miền Nam và tiếp tục việc học tại các chủng viện Công giáo tại Việt Nam, sau đó được cử đi học tại Roma, tốt nghiệp hai văn bằng Tiến sĩ Thần học và Cử nhân Thánh Nhạc.
Cuối năm 1959, Nguyễn Văn Hòa được phong chức linh mục và trở về Việt Nam năm 1963. Ông được bổ nhiệm đảm nhận nhiều vai trò quan trọng trong giáo phận Đà Lạt. Thời gian này, ông sáng tác nhạc thánh ca, trong đó các bài thuộc sách Bộ lễ Sêraphim được sử dụng phổ biến tại Việt Nam. Ông tình nguyện gia nhập tân giáo phận Ban Mê Thuột năm 1968 và đảm nhận vai trò Thư ký Tòa giám mục, Tuyên úy dòng Nữ Vương Hòa Bình.
Tòa Thánh bổ nhiệm linh mục Nguyễn Văn Hòa làm giám mục chính tòa giáo phận Phan Thiết cuối tháng 1 năm 1975, sau đó thuyên chuyển ông làm giám mục Nha Trang cuối tháng 4 cùng năm. Lễ truyền chức cho vị tân giám mục cử hành vào đầu tháng 4 năm 1975 tại vùng chiến sự Ban Mê Thuột.
Năm 2006, Tòa Thánh bổ nhiệm giám mục Nguyễn Văn Hòa kiêm chức vụ Giám quản Tông Tòa giáo phận Ban Mê Thuột và ông đã đảm nhận chức vụ này đến tháng 2 năm 2009. Ông từ nhiệm vì lý do tuổi tác và chính thức hồi hưu vào đầu tháng 12 năm 2009. Ông qua đời tháng 2 năm 2017, thọ 86 tuổi.

## Thân thế và tu học
Giám mục Nguyễn Văn Hòa sinh ngày 20 tháng 7 năm 1931 tại làng Bói Kênh (thuộc giáo xứ Bói Kênh), xã An Lão, huyện Bình Lục, tỉnh Hà Nam, thuộc Tổng giáo phận Hà Nội. Song thân là ông Phêrô Nguyễn Văn Báo và bà Anna Nguyễn Thị Dơi.
Lên 10 tuổi, gia đình cho cậu bé Nguyễn Văn Hòa gia nhập Trường Tập địa phận Hà Nội và theo học trường dòng Puginier. Năm 1945, cậu tiếp tục con đường tu học, trở thành chủng sinh Tiểu chủng viện Hoàng Nguyên, Hà Đông, sau đó tiếp tục học tại Tiểu chủng viện Piô XII Hà Nội từ năm 1950. Nguyễn Văn Hòa chính là nghĩa tử của linh mục Phêrô Nguyễn Huy Mai, sau là giám mục chính tòa Giáo phận Ban Mê Thuột.
Năm 1954, Nguyễn Văn Hòa di cư vào nam, theo học tại Đại chủng viện Xuân Bích Vĩnh Long. Sau hai năm học triết học, chủng sinh Hòa được gửi sang Trường Truyền giáo Roma, theo học bậc tiến sĩ thần học và cử nhân thánh nhạc thuộc Học viện Roma. Ông du học trong khoảng thời gian từ năm 1956 đến năm 1960.

## Thời kỳ linh mục
Nguyễn Văn Hòa được truyền chức linh mục ngày 20 tháng 12 năm 1959 với nghi thức truyền chức do Hồng y Pietro Agagianian, Tổng trưởng Bộ Truyền giáo chủ sự. Năm 1963, linh mục Hòa về Việt Nam, được giám mục Đà Lạt Simon Hòa Nguyễn Văn Hiền bổ nhiệm làm linh mục phó xứ nhà thờ chính tòa Đà Lạt, Hiệu trưởng trường Trung học Trí Đức và điều khiển ca đoàn Sêraphim. Với cương vị này, ông đã biên soạn một số bài thánh ca, trong đó có các bài hát thuộc Bộ Lễ Sêraphim được sử dụng khá phổ biến trong cộng đồng Công giáo Việt Nam.
Năm 1968, linh mục Nguyễn Văn Hòa quyết định chuyển đến Giáo phận Ban Mê Thuột vừa mới thành lập, được giám mục Phêrô Nguyễn Huy Mai bổ nhiệm giữ chức vụ thư ký tòa giám mục và Tuyên úy Dòng Nữ Vương Hòa Bình. Linh mục Nguyễn Văn Hòa nhanh chóng thích nghi với đường hướng tu đức của vị sáng lập dòng và hỗ trợ vị này trong các việc soạn thảo Hiến pháp (quy định) dòng, nội quy cho Tập viện, Thanh Tuyển viện, Nhà Mẹ. Ngoài ra, linh mục Nguyễn Văn Hòa còn xin giấy phép chính thức mở các lớp Trung học đệ nhất cấp và đệ nhị cấp tại nhà Thanh Tuyển để nâng cao chất lượng học tập, đồng thời tham gia giảng dạy các môn học khác nhau như toán, ngoại ngữ, âm nhạc,... với cách giảng dạy sinh động và vui vẻ. Ông cũng hỗ trợ và chỉ dạy các nữ tu về các công việc đời sống hằng ngày như đóng đinh, vặn ốc, sử dụng ô tô, xe máy,...

## Giám mục

### Bổ nhiệm và tấn phong
Ngày 30 tháng 1 năm 1975, Tòa Thánh Vatican công bố sắc phong bổ nhiệm linh mục Phaolô Nguyễn Văn Hòa làm giám mục chính tòa Giáo phận Phan Thiết vừa được thành lập. Lúc này tại vùng đất Ban Mê Thuột, nơi Tân giám mục đang sống đang có chiến sự ác liệt. Tòa Thánh Vatican ngày 17 tháng 3 báo cáo rằng giám mục Mai và giám mục tân cử Nguyễn Văn Hòa, cùng một số linh mục Công giáo đã bị quân đội Việt Nam Dân chủ Cộng hòa bắt đi, đồng thời loan tin về cái chết của linh mục tổng đại diện Giáo phận Ban Mê Thuột Giuse Trịnh Chính Trực. Tờ Quan sát viên Rôma báo cáo ngày 18 tháng 3 và Khâm sứ Tòa Thánh tại Sài Gòn đã xác nhận rằng Linh mục Trịnh Chính Trực đã bị giết chết, đồng thời xác nhận việc giám mục Nguyễn Huy Mai và giám mục tân cử Nguyễn Văn Hòa đang ở trong vùng chiến sự Ban Mê Thuột khi quân đội Việt Nam Dân chủ Cộng hòa tấn công và chưa rõ số phận của họ.
Ngày 6 tháng 4 năm 1975, National Catholic Register trích dẫn nguồn tin từ linh mục Raymond de Jaegher, giáo sĩ có thời gian làm việc lâu dài tại Đông Nam Á và thành viên Quỹ Hồng y Mindszenty Foundation. Linh mục này cho biết, lực lượng quân đội Việt Nam Dân chủ Cộng hòa đã giết chết Giám mục Nguyễn Huy Mai và hai linh mục khác, đồng thời Giám mục Tân cử Nguyễn Văn Hòa và 9 linh mục khác cũng đã bị hành quyết vào ngày 5 tháng 4 năm 1975. Tờ quan sát viên Rôma bày tỏ sự quan ngại sâu sắc trước tin các giám mục và linh mục bị giết, đồng thời cũng nhắc đến tin tức về cái chết của linh mục Trực.
Trên thực tế, lễ tấn phong giám mục cho vị giám mục Tân cử Nguyễn Văn Hòa được tổ chức vào ngày 5 tháng 4 năm 1975 tại nhà nguyện Dòng Nữ Vương Hòa Bình Ban Mê Thuột do giám mục chủ phong Nguyễn Huy Mai chủ sự. Tham gia lễ tấn phong còn có linh mục Giuse Trịnh Chính Trực. Lễ tấn phong giám mục được cử hành cách âm thầm trong khung cảnh tu viện đang đón nhận số người tị nạn lên đến một nghìn người. Chỉ có hai linh mục xứ Ban Mê Thuột được biết tin này, trong khi giáo dân không một ai được biết.. Giám mục Hòa chọn khẩu hiệu giám mục của mình là Trong tinh thần và chân lý, trích từ Phúc Âm Gioan của Kitô giáo. Ông giải nghĩa câu này với ý nghĩa rằng cả Tinh thần và Chân lý đều ám chỉ sức sống và sức mạnh của Chúa Thánh Thần và sức mạnh này không thể bị khuất phục bởi những khó khăn. Ông cho rằng khẩu hiệu này giúp ông tin tưởng vào sức tác động của Chúa Thánh Thần và tin rằng có chân lý và có tinh thần là có sức mạnh.
Sau khi được phong chức, Tân giám mục sắp xếp đi nhận nhiệm sở. Ngày 5 tháng 5, Nguyễn Văn Hòa bắt xe đò từ Nha Trang đi Phan Thiết thì nhận được tin báo Tòa Thánh đã thuyên chuyển ông làm Giám mục Giáo phận Nha Trang. Tuy vậy, giám mục Hòa vẫn tiếp tục hành trình do linh mục đoàn Phan Thiết đang chờ đón vị tân chức. Thời gian sau này khi đã nhận được văn thư, Giám mục Hòa mới biết chính xác thông tin văn thư bổ nhiệm được ký vào ngày 24 tháng 4 năm 1975.
Ngày 7 tháng 5 năm 1975, Giám mục Nguyễn Văn Hòa chính thức nhận "bàn giao giáo phận" để Giám mục Phanxicô Xaviê Nguyễn Văn Thuận lên đường nhậm chức tổng giám mục phó Tổng giáo phận Sài Gòn. Nghi thức nhận Tòa được cử hành sau đó vào ngày 25 tháng 5 tại Nhà thờ chính tòa Nha Trang. Tuy nhiên, chính quyền Cộng hòa Miền Nam Việt Nam tuyên bố không công nhận Giám mục Thuận là tổng giám mục phó Tổng giáo phận Sài Gòn vì họ cho rằng đó là một "mưu đồ chính trị". Lý do là vì Tân Tổng giám mục Thuận là cháu Tổng giám mục Phêrô Máctinô Ngô Đình Thục và cố Tổng thống Việt Nam Cộng hòa Ngô Đình Diệm.

### Mục vụ giáo phận Nha Trang
Ngày 1 tháng 7 năm 1975, Ủy ban Quân quản Thành phố Sài Gòn – Gia Định chính thức yêu cầu Tổng giám mục Nguyễn Văn Thuận trở về nơi ông này đã cư trú trước ngày 30 tháng 4 năm 1975. Chính vì vậy, mặc dù cử đại diện tham dự lễ nhậm chức giám mục chính tòa ngày 25 tháng 5 năm 1975, nhưng chính quyền mới vẫn xem chức vụ Giám mục Nha Trang của Giám mục Phaolô Hòa là "bất hợp pháp" trong một thời gian dài. Mặc dù vậy, giám mục Hòa đã khéo léo lãnh đạo Giáo phận Nha Trang tránh được nhiều rắc rối, cũng như sự hiểu lầm từ phía chính quyền và cộng đồng lương dân. Sau khi nhậm chức, tân giám mục phải giải quyết nhiều hồ sơ nan giải và phức tạp [trong giáo phận Nha Trang]. Giáo phận Nha Trang tính đến cuối thời kỳ của giám mục Nguyễn Văn Thuận tiền nhiệm có 52 giáo xứ với 99.500 giáo dân.
Nhận giáo phận trong thời kỳ vừa kết thúc Chiến tranh Việt Nam, giám mục Nguyễn Văn Hòa gặp nhiều khó khăn. Trong thời kỳ đầu cai quản Nha Trang, giám mục Hòa hỗ trợ giáo dân sinh hoạt tôn giáo bằng cách hoàn thành bộ Bài Ca Ý Lực Sống cho ba năm Phụng Vụ A- B- C với nội dung là một câu Lời Chúa trong bài đọc ngày Chúa nhật của đạo Công giáo thành bài thánh ca, dùng để hát mỗi ngày trong tuần khi tham dự Thánh lễ cũng như khi đọc kinh, học giáo lý hay sinh hoạt đoàn thể.
Về vấn đề đào tạo nhân sự, Nguyễn Văn Hòa cho tái khai mở chủng viện Sao Biển năm 1991. Trong giáo phận, ông cho khai mở các khóa đào tạo tu sĩ liên dòng, giáo dân, hội đồng giáo xứ, ca đoàn và giáo lý viên cũng được tổ chức hằng năm, theo tiền lệ từ thời giám mục Phanxicô Xaviê Nguyễn Văn Thuận. Thời kỳ giám mục Hòa quản lý, giáo phận Nha Trang phát hành được một bộ sách Giáo lý Phổ thông cho giáo Lý viên và giáo dân trẻ tuổi và nhiều sách thần học cho giáo dân. Bộ sách nay phổ biến ở nhiều giáo phận tại Việt Nam. Song song với giáo lý, Ban Thánh nhạc của giáo phận Nha Trang cũng cho ra đời các bộ sách Thánh Ca theo chủ đề của năm Phụng vụ, được nhiều nơi sử dụng.
Năm 1993, giám mục giáo phận Kon Tum Alexis Phạm Văn Lộc đề nghị giám mục Nguyễn Văn Hòa cho linh mục Aloisiô Nguyễn Hùng Vị gia nhập giáo phận Kon Tum và giám mục Hòa chấp thuận đề nghị này, linh mục Vị về Kon Tum để quản lý các ứng sinh Chủng viện Kontum đi học Đại học tại Sài Gòn. Tháng 11 năm 1994, sau khi tham khảo ý kiến Tòa Thánh, giám mục Hòa quyết định nâng tu hội Thừa sai Chúa Giêsu này thành thiện hội. Dòng tu này có điểm đặc biệt là không sử dụng tu phục.
Trong chuyến viếng thăm Việt Nam của phái đoàn Tòa Thánh Vatican vào tháng 10 năm 2002, phía Tòa Thánh đề nghị Nhà nước chấp thuận việc bổ nhiệm Giám mục Nguyễn Văn Hòa làm Tổng giám mục phó Hà Nội. Đề nghị này không được chấp thuận.
Giữa tháng 11 năm 2003, Giám mục Nguyễn Văn Hòa với tư cách Chủ tịch đại diện Hội đồng Giám mục Việt Nam có bài phát biểu tại phiên họp Hội đồng Giám mục Hoa Kỳ. Đây là lần đầu tiên có đại diện Hội đồng giám mục Việt Nam tham gia cuộc họp của Hội đồng Giám mục Hoa Kỳ. Chuyến viếng thăm này nhằm đáp lại chuyến viếng thăm của hội đồng Giám mục Hoa Kỳ đến Việt Nam vào năm 1999. Trong bài phát biểu tại ngày khai mạc, giám mục Nguyễn Văn Hòa cho rằng chuyến viếng thăm năm 1999 là một bước ngoặt trong quan hệ giữa giáo hội Công giáo tại Hoa Kỳ và Việt Nam, đồng thời cảm ơn các giám mục Hoa Kỳ đã hỗ trợ trong những thời kỳ khó khăn. Ngoài giám mục Nguyễn Văn Hòa tham gia phiên họp, từ Việt Nam còn có hồng y tân cử Gioan Baotixita Phạm Minh Mẫn, giám mục giáo phận Bùi Chu Giuse Hoàng Văn Tiệm và giám mục Phêrô Nguyễn Soạn từ giáo phận Qui Nhơn.
Giữa tháng 4 năm 2006, giám mục Nguyễn Văn Hòa đến thăm và có buổi nói chuyện với chủng sinh tại Đại chủng viện Thánh Giuse Hà Nội. Bài nói chuyện của ông tập trung vào chủ đề sơ lược về tình hình truyền giáo của Giáo hội Công giáo qua các thiên niên kỷ, sau đó đi vào phân tích những khó khăn trong công tác truyền giáo tại châu Á. Giám mục Nguyễn Văn Hòa đến Paris thăm Giáo Xứ Việt Nam Paris và cộng đoàn công giáo tại đây. Trong dịp này, giám mục Nguyễn Văn Hòa nhận trả lời phỏng vấn với giáo sư Trần Văn Cảnh, biên tập viên Việt Catholic và giáo xứ Việt Nam Paris. Khi được hỏi về vấn đề Hội đồng Giám mục Việt Nam tham gia vào Liên Hội đồng giám mục Á châu, giám mục Nguyễn Văn Hòa cho biết các giám mục Việt Nam đã tìm cách tham dự vào công việc của Liên Hội đồng Giám mục từ trước năm 2000 và việc tham gia này ngày càng tăng thêm.
Trong thời kỳ quản lý giáo phận Nha Trang, Nguyễn Văn Hòa góp phần xây dựng và phát triển Đại chủng viện Sao Biển, Nha Trang. Đây là một Đại chủng việc đào tạo linh mục liên giáo phận gồm ba giáo phận Nha Trang, Qui Nhơn và Ban Mê Thuột và giảng dạy Thần học cho các chủng sinh cho các giáo phận khắp Việt Nam. Quản lý giáo phận, giám mục Hòa quyết định gửi nhiều linh mục và giáo dân đi du học, gửi linh mục và tu sĩ tham gia công tác truyền giáo tại các quốc gia khác và tổ chức huấn luyện giáo dân hàng năm. Dưới thời giám mục Hòa, cơ sở giáo phận và các hội dòng phát triển, phần lớn các giáo xứ và giáo họ trùng tu tái thiết hoặc xây mới các cơ sở tôn giáo. Hoạt động Công giáo Tiến hành phát triển trong giáo phận, thiết lập Legio Mariae tại giáo phận với tên gọi Regia Nha Trang, nhưng trên thực tế bao trùm ba giáo phận Nha Trang, Ban Mê Thuột và Kon Tum. Ngoài Legio Mariae, các tổ chức sinh hoạt giáo dân khác cũng dần được kiện toàn. Từ con số 52 giáo xứ với 99.500 giáo dân tại thời điểm cai quản của giám mục Nguyễn Văn Thuận, thời kỳ quản nhiệm của giám mục Nguyễn Văn Hòa và giám mục phó Phêrô Nguyễn Văn Nho, giáo phận Nha Trang tăng lên 72 giáo xứ với 184.800 giáo dân.
Giám mục Nguyễn Văn Hòa cũng là một trong các sáng lập viên của Liên Hội đồng Giám mục Á châu (FABC) và Đài phát thanh Chân lý Á Châu. Tại Hội đồng Giám mục Việt Nam, nhiệm kỳ IV và V (1989 – 1995), ông được bầu làm Chủ tịch Ủy ban Giám mục về Linh mục, Tu sĩ và Chủng sinh. Nhiệm kỳ VI (1995 – 1998), ông là Phó chủ tịch II; và trong nhiệm kỳ VII (1998 – 2001), là Chủ tịch Ủy ban Giám mục về Thánh nhạc. Hai nhiệm kỳ VIII và IX (2001 – 2007), ông được bầu làm Chủ tịch Hội đồng Giám mục. Ngoài ra, từ năm 1998 đến năm 2009, giám mục Hòa còn là thành viên Ủy ban về Á châu của Toà Thánh hậu Thượng Hội đồng Giám mục về Á châu.

### Giám quản Ban Mê Thuột và qua đời
Năm 2006, Giám mục Nguyễn Văn Hòa 75 tuổi, là độ tuổi hồi hưu của các giám mục Công giáo. Ông viết đơn từ chức gửi đến Tòa Thánh. Tòa Thánh không chấp nhận đơn này và ngày 17 tháng 5 năm 2006 bổ kiệm giám mục Hòa kiêm chức giám quản Tông tòa Giáo phận Ban Mê Thuột, coi sóc giáo phận thay Giám mục Giuse Nguyễn Tích Đức xin từ chức vì lý do sức khỏe. Giám mục Hòa đã đảm trách nhiệm vụ này đến ngày 21 tháng 2 năm 2009, khi Tòa Thánh Vatican bổ nhiệm tân Giám mục Vinh Sơn Nguyễn Văn Bản làm giám mục chính tòa Giáo phận Ban Mê Thuột.
Trong vụ việc đề nghị trả lại Tòa Khâm sứ Tòa Thánh cũ tại Hà Nội của Tổng giám mục Hà Nội Giuse Ngô Quang Kiệt, giám mục Nguyễn Văn Hòa đại diện giáo dân, giáo sĩ và linh mục Giáo phận Ban Mê Thuột với tư cách Giám quản Tông Tòa bày tỏ ủng hộ với đề nghị này của Tổng giáo phận Hà Nội. Bức thư được ký vào ngày 29 tháng 12 năm 2007.
Sau khi giám mục Bản nhận giáo phận Ban Mê Thuột, tháng 5 năm 2009, giám mục Nguyễn Văn Hòa trở về Nha Trang và viết thư tái thể hiện mong muốn về hưu gửi Tòa Thánh. Tòa Thánh có thư trả lời chấp thuận đề nghị của giám mục Hòa vào tháng 10 năm 2009. Ngày 4 tháng 12 năm 2009, nhân lễ kim khánh (kỷ niệm 50 năm) linh mục tại Nhà thờ chính tòa Nha Trang, giám mục Nguyễn Văn Hòa công bố quyết định nghỉ hưu của Tòa Thánh. Tòa Thánh cũng loan tin này thông qua Văn phòng Báo chí Tòa Thánh. Kế vị giám mục Hòa là Giám mục phó Giuse Võ Đức Minh. Sau khi hồi hưu, Nguyễn Văn Hòa nghỉ hưu tại nhà hưu dưỡng các linh mục Giáo phận Nha Trang.
Sau khi từ nhiệm, giám mục Hòa cho biết ông sẽ tham gia các hoạt động tôn giáo, tuy nhiên vấn đề này còn phụ thuộc vào sức khỏe và khả năng của bản thân. Thời điểm về hưu, giám mục Hòa vẫn tiếp tục đảm nhận vai trò Chủ tịch Ủy ban Thánh nhạc trực thuộc Hội đồng Giám mục Việt Nam và Viện trưởng Đại chủng viện liên kết với Đại học Urbaniana, thành viên tại chức của Ủy ban đặc biệt Á Châu. Ông cho rằng mình mong muốn dành nhiều thời gian cho Ủy ban Thánh nhạc và hoàn tất một số việc liên quan đến Thánh nhạc còn đang dang dở. Ủy ban Thánh Nhạc trực thuộc Hội đồng Giám mục Việt Nam xuất bản hai cuốn Tuyển tập Thánh ca Việt Nam. Giám mục Nguyễn Văn Hòa tham gia trong quá trình biên soạn bằng cách kiểm tra nội dung quyển II.
Những ngày cuối đời, giám mục Nguyễn Văn Hòa nằm liệt giường và lâm vào tình trạng hôn mê. Nguyễn Văn Hòa qua đời vào ngày 14 tháng 2 năm 2017, tại Tòa giám mục Nha Trang. Giáo hoàng Phanxicô và các Hội đồng Tòa Thánh gửi điện văn phân ưu. Lễ an táng được tổ chức sau đó vào ngày 18 tháng 2, do Hồng y Phêrô Nguyễn Văn Nhơn, Tổng giám mục Tổng giáo phận Hà Nội chủ sự. Lễ tang được tổ chức tại Nhà thờ chính tòa Nha Trang, với sự tham gia của Tổng giám mục Leopoldo Girelli, Đại diện không thường trú của Tòa Thánh tại Việt Nam, hồng y Nhơn và 32 giám mục khác đến từ 26 giáo phận tại Việt Nam, khoảng 500 linh mục và 5.000 giáo dân. Thi hài cố giám mục được an táng trước hang đá Đức Mẹ Lộ Đức, bên phía quảng trường Ave Maria, trong khuôn viên nhà thờ chính tòa Nha Trang.
Ngày 1 tháng 5 năm 2017, đêm nhạc kỷ niệm 100 năm sự kiện Công giáo Đức Mẹ Fatima được tổ chức tại Trung tâm Mục vụ Tổng giáo phận Thành phố Hồ Chí Minh. Đêm nhạc này cũng tưởng nhớ các nhạc sĩ thánh ca mới qua đời gồm các giám mục Nguyễn Văn Hòa, Giuse Vũ Duy Thống và linh mục Gioan Phạm Đình Nhu.

## Tác phẩm Thánh ca
- Bộ Lễ Seraphim: Linh mục Nguyễn Văn Hòa sáng tác với khúc thức đơn giản dành cho cộng đoàn giáo dân tham gia thánh lễ Công giáo (năm 1964) và hòa âm 3 bè cho bộ lễ, với cách hát đối đáp giữa giáo dân và ban hợp xướng (năm 1969).[38]
- Trăm triệu Lời ca: Phần lớn các sáng tác của Nguyễn Văn Hòa vào các thập niên 60 và 70 của thế kỷ XX được tập hợp vào tập nhạc này. Tập nhạc gồm các chủ đề phong phú khác nhau: Nhạc Giáng Sinh: 13 bài; Đáp ca: 25 bài; Alleluia: 13 bài; Dâng lễ: 3 bài; Ca nguyện: 4 bài; Bà Maria: 7 bài; thánh (Công giáo) Giuse: 2 bài Bình ca: 2 bộ lễ Seraphim, bộ Seraphim 3 bè, 2 bài rảy nước thánh, 2 mẫu kinh Lạy Cha, 3 mẫu Tung hô sau truyền phép, 2 mẫu kinh cầu các thánh Công giáo;. Chủ để Thánh Thể có 9 bài; Dâng hiến có 21 bài; Nhạc ý lực sống (cộng tác với một số tác giả) gồm 35 bài; Nhạc Vào đời 2 bài. Sách xuất bản vào tháng 12 năm 2009. Các nhạc phẩm trong sách này viết theo các viết bình ca, tân nhạc và dân ca, trong đó có hai bài nhạc đời không dùng trong lễ nghi Công giáo.[38]

## Đóng góp
Giám mục Nguyễn Văn Hòa có ảnh hưởng to lớn đến Giáo phận Nha Trang. Ông là ngưởi cho xây dựng Đại chủng viện Sao Biển, Nha Trang – là nơi đào tạo các ứng viên linh mục cho các giáo phận Công giáo tại Việt Nam như Nha Trang, Qui Nhơn, Ban Mê Thuột,... Ngoài ra, ông còn cho khai mở các khóa thần học liên tu sĩ để đào tạo các nữ tu, các khóa huấn luyện cho hội đồng giáo xứ, ca trưởng, giáo lý viên trong giáo phận Nha Trang. Trong lĩnh vực giáo dục đào tạo giáo sĩ, Giám mục Hòa liên kết với Đại học Giáo hoàng Urbaniana – Roma để nâng cao chất lượng đào tạo. Ông cũng cho khai mở và giảng dạy các lớp về Thánh ca Công giáo và đào tạo chủng sinh sáng tác Thánh ca.

## Nhận định
Hồng y Phêrô Nguyễn Văn Nhơn, tổng giám mục Hà Nội nói về bộ lễ Seraphim do giám mục Nguyễn Văn Hòa biên soạn:
| “ | Dường như ngày nay, nơi nào hát "Trăm triệu lời ca" thì dứt khoát nghĩ đến Đức cha Phaolô Nguyễn Văn Hòa. Và có thể nói cả Giáo hội Việt Nam mang ơn ngài mỗi lần hát bộ lễ Seraphim. Bộ lễ đơn giản cảm hứng từ bình ca nhưng xuất phát từ lòng yêu mến Giáo hội. Khi đón nhận bản văn mới, ngài là người đầu tiên, trung thành và sửa chữa ngay cả bộ lễ đó và đặc biệt trong kinh Tin Kính. Tôi thấy rằng một tâm hồn như vậy thì phải là tâm hồn rất khiêm tốn, rất tin tưởng, bằng không thì sẽ khẳng định tôi đã viết như thế là như thế. Ngài đã thích ứng tất cả những điều đó để khi chúng ta hát thì tin rằng vừa diễn tả vẻ đẹp đồng thời cũng trung thành với những giáo huấn của Hội Thánh… | ” |

Tổng Đại diện giáo phận Nha Trang Giuse Lê Văn Sỹ đã đọc điếu văn tiễn biệt, trong đó nhắc nhớ những kỷ niệm về giám mục Nguyễn Văn Hòa:
| “ | Sáng sớm, đến lượt phải đi dâng lễ tại các cộng đoàn, nhiều lần với xe đạp và sau này với chiếc xe Honda DD màu đỏ, dù mưa dù gió, Đức cha vẫn lặng lẽ chu toàn bổn phận đã đề ra. Tác giả Bộ lễ Seraphim nổi tiếng khắp nơi, và bài thánh ca "Trăm triệu lời ca" phổ biến một thời có lúc lặng lẽ tại Tòa Giám mục với những lớp nhạc, lớp đàn bỏ túi và đôi khi cũng sẵn sàng ngồi cộ bò đến thăm giáo dân vùng lũ, hoặc ngồi xe ôm do cha quản lý cầm lái chạy băng băng qua biết bao nhiêu là ổ gà, miễn là kịp giờ lễ. | ” |

Tổng giám mục Giuse Nguyễn Chí Linh, người từng được Giám mục Hòa đã hỗ trợ truyền chức trong hoàn cảnh từng bị tù vì lý do tôn giáo, đưa ra lời nhận định:
| “ | Đức Cha Phaolô Nguyễn Văn Hòa rất điềm đạm, ngài không xử sự cách nóng vội, nhưng ngài chiến đấu rất anh dũng với tâm huyết của Ngài trong những giai đoạn lịch sử vô cùng phức tạp, khó khăn của Giáo Hội và dân tộc Việt Nam. | ” |

## Tông truyền
Giám mục Phaolô Nguyễn Văn Hòa được tấn phong giám mục năm 1975, thời Giáo hoàng Phaolô VI, bởi:
- Giám mục Chủ phong: Phêrô Nguyễn Huy Mai, giám mục chính tòa giáo phận Ban Mê Thuột.
- Linh mục Trợ phong: Giuse Trịnh Chính Trực.

Giám mục Phaolô Nguyễn Văn Hòa là Giám mục Chủ phong trong nghi thức truyền chức cho các giám mục:
- Năm 1997, giám mục Phêrô Nguyễn Văn Nho, cố giám mục phó Giáo phận Nha Trang.
- Năm 2003, giám mục Antôn Vũ Huy Chương, hiện là nguyên giám mục chính tòa Giáo phận Đà Lạt.
- Năm 2004, giám mục Giuse Nguyễn Chí Linh, hiện là Tổng giám mục Tổng giáo phận Huế.
- Năm 2005, giám mục Giuse Võ Đức Minh, hiện là nguyên giám mục chính tòa Giáo phận Nha Trang.

Giám mục Phaolô Nguyễn Văn Hòa là Giám mục Phụ phong trong nghi thức truyền chức cho các giám mục:
- Năm 1991, giám mục Phêrô Nguyễn Văn Nhơn, hiện là Hồng y, nguyên Tổng giám mục Tổng giáo phận Hà Nội.
- Năm 1992, giám mục Tôma Nguyễn Văn Trâm, hiện là nguyên giám mục chính tòa Giáo phận Bà Rịa.
- Năm 1994, giám mục Phaolô Lê Đắc Trọng, cố giám mục phụ tá Tổng giáo phận Hà Nội.
- Năm 1997, giám mục Giuse Nguyễn Tích Đức, cố giám mục chính tòa Giáo phận Ban Mê Thuột.
- Năm 2003, giám mục Giuse Vũ Văn Thiên, hiện là Tổng giám mục Tổng giáo phận Hà Nội.
- Năm 2003, giám mục Micae Hoàng Đức Oanh, hiện là nguyên giám mục chính tòa Giáo phận Kon Tum.